# 潘季納德河

印度河水系圖

潘季納德河（英語：Panjnad River；烏爾都語／旁遮普夏木基文：پنجند，旁遮普古木基文：ਪੰਜਨਦ），位於巴基斯坦旁遮普省，是印度河左岸的一條支流。「潘季納德」原文意指「五條河流」（panj＝五；nadi＝河），也就是旁遮普地區的五條大河——傑赫勒姆河、奇納布河、拉維河、比亞斯河與薩特萊傑河，它是這五條大河滙集後的最終河段。傑赫勒姆河與拉維河先後注入傑納布河，比亞斯河注入薩特萊傑河，傑納布河再與薩特萊傑河滙集於巴哈瓦爾布爾縣烏杰北邊約16公里處，形成潘季納德河。潘季納德河向西南流至穆扎法爾格爾縣錫特普爾西南邊約15公里處注入印度河。
印度河也有「七河」（薩特納德，Satnad；sat＝七）的說法，傳統上指的是印度河本身、旁遮普地區「五河」，再加上古代吠陀經典述及而現已枯竭的薩拉斯瓦蒂河。當代亦有人以喀布爾河取代薩拉斯瓦蒂河在七河中的角色。